# Kevin Blom
Kevin Blom (Gouda, 1974. február 21. –) holland nemzetközi labdarúgó-játékvezető.

## Pályafutása

### Nemzeti játékvezetés
A játékvezetésből 1988-ban vizsgázott.
2003-ban az Eerste Divisie bírója, majd 2004. február 20-án bemutatkozhatott az Eredivisie bajnokságban.

#### Nemzeti kupamérkőzések
Vezetett Kupa-döntők száma: 1.

##### Holland-kupa
| Időpont        | Helyszín                   | Mérkőzés típusa | Mérkőzés           | Eredmény | Nézők száma |
| -------------- | -------------------------- | --------------- | ------------------ | -------- | ----------- |
| 2011. május 8. | De Kiup Stadion, Rotterdam | döntő           | FC Twente–AFC Ajax | 3 – 2    | 45 000      |

### Nemzetközi játékvezetés
A Holland labdarúgó-szövetség (KNVB) Játékvezető Bizottsága (JB) terjesztette fel nemzetközi játékvezetőnek, a Nemzetközi Labdarúgó-szövetség (FIFA) 2005-től tartotta nyilván bírói keretében. Több nemzetek közötti válogatott és klubmérkőzést vezetett, vagy működő társának 4. bíróként segített. FIFA JB besorolás szerint első kategóriás bíró. A holland nemzetközi játékvezetők rangsorában, a világbajnokság-Európa-bajnokság sorrendjében többedmagával a 13. helyet foglalja el 6 találkozó szolgálatával. Az aktív nemzetközi játékvezetéstől 2014-ben búcsúzott. Válogatott mérkőzéseinek száma: 17.

#### Világbajnokság
A világbajnoki döntőhöz vezető úton Dél-Afrikába a XIX., a 2010-es labdarúgó-világbajnokságra valamint Brazíliába a XX., a 2014-es labdarúgó-világbajnokságra a FIFA JB bíróként alkalmazta.

##### 2010-es labdarúgó-világbajnokság

###### Selejtező mérkőzés
| Időpont             | Helyszín                   | Mérkőzés típusa           | Mérkőzés         | Eredmény | Nézők száma |
| ------------------- | -------------------------- | ------------------------- | ---------------- | -------- | ----------- |
| 2008. szeptember 6. | Városi Stadion, Ta’ Qali   | előselejtező (1. csoport) | Málta–Portugália | 0 – 4    | 11 000      |
| 2009. október 10.   | Nemzeti Stadion, Ramat Gan | előselejtező (2. csoport) | Izrael–Moldova   | 3 – 1    | 8700        |

##### 2014-es labdarúgó-világbajnokság

###### Selejtező mérkőzés
| Időpont           | Helyszín               | Mérkőzés típusa           | Mérkőzés         | Eredmény | Nézők száma |
| ----------------- | ---------------------- | ------------------------- | ---------------- | -------- | ----------- |
| 2013. március 22. | Ullevaal Stadion, Oslo | előselejtező (E. csoport) | Norvégia–Albánia | 0 – 1    | 11 207      |

#### Európa-bajnokság

##### U19-es labdarúgó Európa-bajnokság
Ausztria rendezte a 2007-es U19-es labdarúgó-Európa-bajnokságot, ahol a FIFA/UEFA JB bíróként foglalkoztatta.
| Időpont          | Helyszín                | Mérkőzés típusa              | Mérkőzés                  | Eredmény |
| ---------------- | ----------------------- | ---------------------------- | ------------------------- | -------- |
| 2007. július 16. | Linzer Stadion, Linz    | csoportmérkőzés (A. csoport) | Ausztria–Spanyolország    | 0 – 2    |
| 2007. július 21. | Vorwärts Stadion, Steyr | csoportmérkőzés (B. csoport) | Oroszország–Franciaország | 0 – 0    |
| 2007. július 24. | Vorwärts Stadion, Steyr | egyik elődöntő               | Németország–Görögország   | 2 – 3    |

---
Az európai labdarúgó torna döntőjéhez vezető úton Ukrajnába és Lengyelországba a XIV., a 2012-es labdarúgó-Európa-bajnokságra  az UEFA JB játékvezetőként foglalkoztatta.

##### Selejtező mérkőzés
| Időpont             | Helyszín                      | Mérkőzés típusa           | Mérkőzés                    | Eredmény | Nézők száma |
| ------------------- | ----------------------------- | ------------------------- | --------------------------- | -------- | ----------- |
| 2010. október 8.    | Aviva Stadion, Dublin         | előselejtező (B. csoport) | Írország–Oroszország        | 2 – 3    | 50 411      |
| 2011. június 7.     | Bilino Polje Stadion, Zenica  | előselejtező (D. csoport) | Bosznia-Hercegovina–Albánia | 2 – 0    | 9000        |
| 2011. szeptember 3. | Hampden Park Stadion, Glasgow | előselejtező (I. csoport) | Skócia–Csehország           | 2 – 2    | 51 564      |

## Szakmai sikerek
- 2007-ben a Holland Labdarúgó-szövetség (KNVB) Játékvezető Bizottsága (JB) az Év játékvezetője címet adományozta részére.
- 2008-ban a holland Hivatásos Labdarúgók Szervezete arany kártyával díjazta szolgálatát.

## Magyar vonatkozás
| Időpont         | Helyszín             | Mérkőzés típusa           | Mérkőzés                 | Eredmény | Nézők száma |
| --------------- | -------------------- | ------------------------- | ------------------------ | -------- | ----------- |
| 2008. május 24. | Népstadion, Budapest | előselejtező (7. csoport) | Magyarország–Görögország | 3 – 2    | 6500        |